# 季米特里·奇帕若斯
季米特里·奇帕若斯（1886年9月16日-1947年1月22日）是一位罗马尼亚装饰艺术时代的雕塑家，在法国巴黎生活和工作。他是装饰艺术时代最重要的雕塑家之一。

## 脚注
1. ↑  Catley, Bryan. .  2nd ed. Woodbridge: Antique Collectors' Club https://www.worldcat.org/oclc/52056126. 2003. ISBN 1-85149-382-4. OCLC 52056126. 缺少或|title=为空 (帮助)